# Бистрица (Петровац)
Бистрица је насеље у Србији у општини Петровац на Млави у Браничевском округу. Према попису из 2022. било је 586 становника.
Овде се налазе Запис Михајловића крушка (Бистрица), Запис дуд код школе (Бистрица), Запис Васића храст - млади (Бистрица), Запис Васића храст - стари (Бистрица).
Део села Бистрице представља непокретно културно добро као просторна културно-историјска целина од великог значаја, међу којима се налази Манастир Ђеринац и Ваљавица у Бистрици.
Црква је освећена у мају 1937. године.

## Демографија
У насељу Бистрица живи 705 пунолетних становника, а просечна старост становништва износи 45,1 година (42,5 код мушкараца и 47,6 код жена). У насељу има 214 домаћинстава, а просечан број чланова по домаћинству је 3,87.
Ово насеље је великим делом насељено Србима (према попису из 2002. године).
|  |

| Демографија | Демографија | Демографија |
| Година      | Становника  | Становника  |
| ----------- | ----------- | ----------- |
| 1948.       | 1.211       |             |
| 1953.       | 1.255       |             |
| 1961.       | 1.224       |             |
| 1971.       | 1.131       |             |
| 1981.       | 1.071       |             |
| 1991.       | 1.013       | 915         |
| 2002.       | 828         | 953         |
| 2011.       | 704         |             |

| Етнички састав према попису из 2002.‍ | Етнички састав према попису из 2002.‍ | Етнички састав према попису из 2002.‍ | Етнички састав према попису из 2002.‍ | Етнички састав према попису из 2002.‍ |
| ------------------------------------ | ------------------------------------ | ------------------------------------ | ------------------------------------ | ------------------------------------ |
|                                      |                                      |                                      |                                      |                                      |
| Срби                                 | Срби                                 |                                      | 822                                  | 99,27%                               |
| Румуни                               | Румуни                               |                                      | 5                                    | 0,60%                                |
| непознато                            | непознато                            |                                      | 0                                    | 0,0%                                 |

| Година пописа     | 1948. | 1953. | 1961. | 1971. | 1981. | 1991. | 2002. |
| ----------------- | ----- | ----- | ----- | ----- | ----- | ----- | ----- |
| Број домаћинстава | 290   | 288   | 287   | 271   | 243   | 230   | 214   |

| Број чланова      | 1  | 2  | 3  | 4  | 5  | 6  | 7  | 8 | 9 | 10 и више | Просек |
| ----------------- | -- | -- | -- | -- | -- | -- | -- | - | - | --------- | ------ |
| Број домаћинстава | 28 | 43 | 24 | 28 | 43 | 29 | 13 | 4 | 2 | 0         | 3,87   |

| Пол    | Укупно | Неожењен/Неудата | Ожењен/Удата | Удовац/Удовица | Разведен/Разведена | Непознато |
| ------ | ------ | ---------------- | ------------ | -------------- | ------------------ | --------- |
| Мушки  | 349    | 66               | 246          | 24             | 13                 | 0         |
| Женски | 372    | 40               | 247          | 67             | 17                 | 1         |
| УКУПНО | 721    | 106              | 493          | 91             | 30                 | 1         |

| Пол    | Укупно                    | Пољопривреда, лов и шумарство | Рибарство                            | Вађење руде и камена | Прерађивачка индустрија       |
| ------ | ------------------------- | ----------------------------- | ------------------------------------ | -------------------- | ----------------------------- |
| Мушки  | 229                       | 164                           | 0                                    | 0                    | 20                            |
| Женски | 182                       | 155                           | 0                                    | 0                    | 5                             |
| УКУПНО | 411                       | 319                           | 0                                    | 0                    | 25                            |
| Пол    | Производња и снабдевање   | Грађевинарство                | Трговина                             | Хотели и ресторани   | Саобраћај, складиштење и везе |
| Мушки  | 2                         | 2                             | 13                                   | 2                    | 2                             |
| Женски | 0                         | 0                             | 6                                    | 1                    | 0                             |
| УКУПНО | 2                         | 2                             | 19                                   | 3                    | 2                             |
| Пол    | Финансијско посредовање   | Некретнине                    | Државна управа и одбрана             | Образовање           | Здравствени и социјални рад   |
| Мушки  | 0                         | 2                             | 4                                    | 3                    | 1                             |
| Женски | 0                         | 1                             | 2                                    | 5                    | 5                             |
| УКУПНО | 0                         | 3                             | 6                                    | 8                    | 6                             |
| Пол    | Остале услужне активности | Приватна домаћинства          | Екстериторијалне организације и тела | Непознато            | Непознато                     |
| Мушки  | 8                         | 0                             | 0                                    | 6                    | 6                             |
| Женски | 1                         | 0                             | 0                                    | 1                    | 1                             |
| УКУПНО | 9                         | 0                             | 0                                    | 7                    | 7                             |

## Галерија
- Црква Светог цара Константина и царице Јелене у Бистрици
- Ивкова воденица
- Јуланска воденица